# Georg Stein von Kamienski
Pour les articles homonymes, voir Stein.
Georg Reinhold Stein von Kamienski (né le 23 juillet 1836 au manoir de Grasnitz (de), arrondissement d'Osterode-en-Prusse-Orientale (de) et mort le 2 avril 1921 dans la même ville) est un propriétaire foncier et homme politique prussien.

## Famille
Il est issu de la famille noble von Stein (de) et est le fils de Georg August Stein von Kamienski (1795-1840).
Stein von Kamienski étudié à l'Université de Heidelberg et y devient membre du Corps Saxo-Borussia. Son premier mariage a lieu le 25 juin 1872 au manoir de Schönberg (de) (arrondissement de Rosenberg-en-Prusse-Occidentale, Prusse-Occidentale) avec Margarethe comtesse Finck von Finckenstein (né le 26 juin 1852 au manoir Schönberg et morte le 31 décembre 1891 au manoir de Grasnitz), fille du lieutenant et chambellan royal prussien Konrad Karl Finck von Finckenstein (de), fidéicommis au manoir de Schönberg et de la comtesse Anna von Kanitz (de). Dans son second mariage, il se marie le 17 avril 1894 au manoir de Simnau (arrondissement de Mohrungen (de), Prusse-Orientale) Marie comtesse Finck von Finckenstein (née le 7 juillet 1856 au manoir de Simnau et morte le 31 mars 1926 au manoir de Grasnitz), fille du lieutenant royal prussien Albrecht Finck von Finckenstein, propriétaire à Simnau, et d'Agnes von Kuehnheim (Haus Spanden).

## Biographie
Stein von Kamienski est fidéicommis du manoir de Grasnitz et chevalier de justice de l'Ordre de Saint-Jean. De 1871 à 1874 et de 1893 à 1898, il est député du Reichstag, où il représente la 8e circonscription de Königsberg avec le Parti conservateur allemand. Il est membre de la Chambre des seigneurs de Prusse.